# Semicytherura rudis
Semicytherura rudis är en kräftdjursart som först beskrevs av Brady 1866.  Semicytherura rudis ingår i släktet Semicytherura och familjen Cytheruridae. Inga underarter finns listade i Catalogue of Life.